# Division (regnskab)
 For alternative betydninger, se Division. (Se også artikler, som begynder med Division)
En division er indenfor det interne regnskabsvæsen en organisatorisk enhed med en vis selvstændighed. Det interne regnskab kan måle effektiviteten af en virksomheds divisioner, og divisionerne antages på denne måde at bidrage til at motivere divisionernes chefer og medarbejdere.
Risikoen ved etablering af divisioner er, at den enkelte division kan suboptimere mod sin målsætning. Begrænsninger i selvstændigheden og eventuelle regler for afregningspriser i forhold til andre divisioner kan begrænse denne effekt.
Etablering af divisioner er ikke så vidtgående som etablering af datterselskaber i en koncernstruktur.

## Divisionstyper
Divisionstyper benævnes efter hvad divisionen bliver målt på – hvilket bør hænge sammen med divisionens autonomi.

### Investeringscenter
Et investeringscenter måles på afkastet af den investerede kapital eller afkastet efter forrentning af den investerede kapital. En sådan division formodes selv at kunne beslutte investeringer og forekommer sjældent i praksis.

### Profitcenter
Et profitcenter måles på overskud, opgjort som omsætning minus omkostninger. En sådan division bør selv kunne beslutte hvilke aktiviteter der skal gennemføres.

### Indtægtscenter
Et indtægtscenter måles på divisionens omsætning, eventuelt med fradrag af markedsføringsomkostninger. Divisionen bør selv kunne beslutte markeder og til en vis grad priser.

### Omkostningscenter
Et omkostningscenter måles på, at omkostningsforbruget ikke overstiger det budgetterede – evt. med et aktivitetsafhængigt element.
| Regnskab | Spire Denne regnskabsartikel er en spire som bør udbygges. Du er velkommen til at hjælpe Wikipedia ved at udvide den. |